# Starksia
Starksia is een geslacht van straalvinnige vissen uit de familie van slijmvissen (Labrisomidae). Het geslacht is voor het eerst wetenschappelijk beschreven in 1896 door Jordan & Evermann in Jordan.

## Soorten
- Starksia atlantica Longley, 1934
- Starksia brasiliensis (Gilbert, 1900)
- Starksia cremnobates (Gilbert, 1890)
- Starksia culebrae (Evermann & Marsh, 1899)
- Starksia elongata Gilbert, 1971
- Starksia fasciata (Longley, 1934)
- Starksia fulva Rosenblatt & Taylor, 1971
- Starksia galapagensis Rosenblatt & Taylor, 1971
- Starksia grammilaga Rosenblatt & Taylor, 1971
- Starksia greenfieldi Baldwin & Castillo, 2011
- Starksia guadalupae Rosenblatt & Taylor, 1971
- Starksia guttata (Fowler, 1931)
- Starksia hassi Klausewitz, 1958
- Starksia hoesei Rosenblatt & Taylor, 1971
- Starksia langi Baldwin & Castillo, 2011
- Starksia lepicoelia Böhlke & Springer, 1961
- Starksia lepidogaster Rosenblatt & Taylor, 1971
- Starksia leucovitta Williams & Mounts, 2003
- Starksia melasma Williams & Mounts, 2003
- Starksia multilepis Williams & Mounts, 2003
- Starksia nanodes Böhlke & Springer, 1961
- Starksia occidentalis Greenfield, 1979
- Starksia ocellata (Steindachner, 1876)
- Starksia posthon Rosenblatt & Taylor, 1971
- Starksia rava Williams & Mounts, 2003
- Starksia robertsoni Baldwin, Victor & Castillo, 2011
- Starksia sangreyae Castillo & Baldwin, 2011
- Starksia sella Williams & Mounts, 2003
- Starksia sluiteri (Metzelaar, 1919)
- Starksia smithvanizi Williams & Mounts, 2003
- Starksia spinipenis (Al-Uthman, 1960)
- Starksia springeri Castillo & Baldwin, 2011
- Starksia starcki Gilbert, 1971
- Starksia variabilis Greenfield, 1979
- Starksia weigti Baldwin & Castillo, 2011
- Starksia williamsi Baldwin & Castillo, 2011
- Starksia y-lineata Gilbert, 1965